# Affaire Coffin
 (mars 2022).
Si vous disposez d'ouvrages ou d'articles de référence ou si vous connaissez des sites web de qualité traitant du thème abordé ici, merci de compléter l'article en donnant les références utiles à sa vérifiabilité et en les liant à la section « Notes et références ».
 (mars 2022).
La mise en forme du texte ne suit pas les recommandations de Wikipédia : il faut le « wikifier ».
Les points d'amélioration suivants sont les cas les plus fréquents. Le détail des points à revoir est peut-être précisé sur la page de discussion.
- Les titres sont pré-formatés par le logiciel. Ils ne sont ni en capitales, ni en gras.
- Le texte ne doit pas être écrit en capitales (les noms de famille non plus), ni en gras, ni en italique, ni en « petit »…
- Le gras n'est utilisé que pour surligner le titre de l'article dans l'introduction, une seule fois.
- L'italique est rarement utilisé : mots en langue étrangère, titres d'œuvres, noms de bateaux, etc.
- Les citations ne sont pas en italique mais en corps de texte normal. Elles sont entourées par des guillemets français : « et ».
- Les listes à puces sont à éviter, des paragraphes rédigés étant largement préférés. Les tableaux sont à réserver à la présentation de données structurées (résultats, etc.).
- Les appels de note de bas de page (petits chiffres en exposant, introduits par l'outil «  Source ») sont à placer entre la fin de phrase et le point final[comme ça].
- Les liens internes (vers d'autres articles de Wikipédia) sont à choisir avec parcimonie. Créez des liens vers des articles approfondissant le sujet. Les termes génériques sans rapport avec le sujet sont à éviter, ainsi que les répétitions de liens vers un même terme.
- Les liens externes sont à placer uniquement dans une section « Liens externes », à la fin de l'article. Ces liens sont à choisir avec parcimonie suivant les règles définies. Si un lien sert de source à l'article, son insertion dans le texte est à faire par les notes de bas de page.
- La présentation des références doit suivre les conventions bibliographiques. Il est recommandé d'utiliser les modèles {{Ouvrage}}, {{Chapitre}}, {{Article}}, {{Lien web}} et/ou {{Bibliographie}}. Le mode d'édition visuel peut mettre en forme automatiquement les références.
- Insérer une infobox (cadre d'informations à droite) n'est pas obligatoire pour parachever la mise en page.

Pour une aide détaillée, merci de consulter Aide:Wikification.
Si vous pensez que ces points ont été résolus, vous pouvez retirer ce bandeau et améliorer la mise en forme d'un autre article.
L'affaire Coffin qui s'est déroulée au Québec dans les années 1950 est l'une des affaires judiciaires les plus célèbres au Canada. Par ses répercussions dans les médias, son impact politique et ses conséquences sur le système de justice, notamment sa contribution essentielle dans l'abolition de la peine de mort au Canada, elle est un exemple significatif des abus de pouvoir et de la fragilité des systèmes judiciaires.
Encore aujourd'hui, l'opinion publique est très divisée sur la culpabilité de l'accusé, le prospecteur gaspésien Wilbert Coffin qui a été pendu le 10 février 1956 pour le meurtre de trois chasseurs américains.

## Chronologie des faits vécus de 1953 à 2007
- 5 juin 1953 : trois chasseurs américains, Eugene Lindsey (un petit usurier de 45 ans), son fils Richard (17 ans) et l’ami de celui-ci, Frederick Claar (19 ans), partent de Hollidaysburg, en Pennsylvanie, pour chasser l’ours en Gaspésie, à bord d’une camionnette Ford 1947. Lindsey serait parti avec 650 $ en poche (selon son épouse), même s’il a l’habitude de porter sur lui des milliers de dollars en billets.

- 8 juin 1953 : les trois arrivent à Gaspé, obtiennent leurs permis de chasse, achètent des provisions et partent pour la forêt.

- 10 juin 1953 : les trois sont vus pour la dernière fois dans les bois, à 100 km de Gaspé, par Wilbert (Bill) Coffin, un prospecteur de York-Centre qui détient des claims (concessions minières) dans le secteur. Les deux jours précédents, il avait prospecté avec Angus McDonald, mais ce jour-là, il est parti seul ; il conduit une camionnette empruntée de son ami Bill Baker, un hôtelier qui a misé sur les concessions de Coffin.

	Accompagné du jeune Lindsey, Coffin se rend chez Napoléon Gérard, garagiste de Gaspé, et achète une pompe à essence pour dépanner les trois chasseurs. Les deux reviennent en forêt en fin d’après-midi.
	Coffin prétendra y avoir rencontré deux autres chasseurs américains d’environ 30 ans dans une jeep à boîte artisanale jaune non immatriculée au Québec, avoir soupé avec les cinq, puis être parti vers le camp 21. Il leur aurait promis de vérifier à son retour dans deux jours s’ils étaient encore en panne et de les aider. Les Américains l’auraient payé 40 $ pour le dépannage.
- 10 au 17 juin 1953 : Meurtre de trois chasseurs américains.

- 12 juin 1953 : Coffin revient à Gaspé ; un témoin au procès, Wilson MacGregor, affirmera avoir vu dépasser le canon d’une carabine de l’arrière de la camionnette, mais il se rétractera par la suite.

	Coffin prétendra avoir vu la camionnette abandonnée et attendu les trois chasseurs pendant cinq heures avant de conclure qu’ils étaient partis avec les deux autres. Il admet que sous l’effet de l’alcool, il a pris dans l’arrière de la camionnette la pompe à essence et une valise contenant des jumelles et d’autres menus articles. Il laisse cependant une carabine qui a beaucoup plus de valeur.
	À Gaspé, Coffin exhibe aussi un canif qu’il dit être un cadeau du jeune Lindsey.
	Durant la nuit, Bill Coffin part voir sa compagne Marion Petrie à Montréal avec la camionnette de Bill Baker, son portefeuille bien garni. En chemin, il boit, visite le fossé plus de trois fois, dépense et paie de très généreux pourboires. À Montréal, il a un accident et abîme la camionnette de son ami.
- 5 juillet 1953 : Le sergent Henri Doyon de la Police provinciale à Gaspé reçoit un appel de la famille des chasseurs en Pennsylvanie. Il reçoit bientôt une demande de la police de cet État et commence les recherches.

- 10 juillet 1953 : Découverte de la camionnette des chasseurs. La nouvelle se répand comme une traînée de poudre dans toute l’Amérique.

Bill Coffin, certain d’avoir « frappé le gros lot » dans ses prospections, part pour Val-d'Or, rencontrer un nommé Hastie, courtier en valeurs minières. Celui-ci et un nommé Kyle acceptent de venir à Gaspé avec Coffin pour inspecter ses claims.
- 11 juillet 1953 (environ) : découverte près de la camionnette des chasseurs d’une note datée du 13 juin et laissée par l’un d’eux, ce qui indique qu’au moins un des trois était encore vivant à cette date, alors que Coffin était parti pour Montréal. La note est disparue par la suite et la police nia qu’elle ait jamais existé[réf. nécessaire].

- 15 juillet 1953 : découverte du corps de Lindsey, père, avec son portefeuille vide. Le corps en décomposition n’a plus de tête.

	On trouve près de lui deux bouteilles vides de whisky américain alors que Lindsey ne buvait que du whisky canadien et que le whisky américain n’était pas vendu au Québec.
Le premier ministre Maurice Duplessis, son solliciteur général Antoine Rivard et son adjoint Charles-Édouard Cantin s’occupent personnellement de l’affaire qui risque d’avoir un impact négatif sur le tourisme.
- juillet 1953 : découverte de plusieurs pièces de l’équipement des chasseurs dans les buissons le long de la route forestière, sur une distance de 50 mètres, ce qui laisse penser qu’ils ont été jetés d’un véhicule en marche et présuppose un complice.

- 21 juillet 1953 : Coffin, de retour la veille, aide aux recherches après avoir informé Hastie et Kyle qu’il lui est impossible de les accompagner. Certains trouvent qu’il ne met pas grand conviction dans ses recherches.

- 23 juillet 1953 : découverte des corps des deux autres victimes, à 4 km de la première. Le jeune Lindsey est coupé en trois et Claar est partiellement dévoré par les ours. Les vêtements montrent des traces de balles.

	Arrivée à Gaspé des capitaines Alphonse Matte et Raoul Sirois du poste de Québec de la Police provinciale pour prendre charge de l’enquête.
- juillet 1953 : D’importantes associations pennsylvaniennes dont La Pennsylvania Federation of Sportsmen’s Clubs (200 000 membres), réclament que la Gendarmerie royale du Canada s’occupe du cas. Le représentant de la Pennsylvanie au Congrès, J. E. Van Zandt, réussit à enrôler le State Department pour harceler le gouvernement Duplessis. Le solliciteur général Antoine Rivard talonne de son côté la police pour avoir des résultats rapides.

- 1er août 1953 : le consul américain envoie une lettre au State Department disant que l’enquête est en bonne voie.

- 10 août 1953 : le capitaine Matte arrête Coffin et le fait enfermer dans la cave du poste des pompiers, sans possibilité de voir un avocat, et il l’interroge presque sans arrêt, mais sans l’inculper formellement. Il l’envoie par avion à la prison de Québec pour l’interroger plus professionnellement, avec une ampoule de 500 watts et une bonne dose de brutalité. La famille hypothèque la maison familiale et engage un avocat local, Me Garneau. L’avocat Raymond Maher de Québec envoie un émissaire pour soudoyer le sergent Doyon afin de se faire engager ; devant le refus de celui-ci, il s’adresse directement à la famille, vante ses capacités et obtient de représenter Coffin. Il se fait cependant assister d’un collègue, Me François Gravel. Tous deux n’ont que cinq ans d’expérience.

- août 1953 : Le solliciteur général nomme les deux procureurs de la Couronne : Me Noël Dorion et Paul Miquelon. Ils seront assistés de Me Georges-Étienne Blanchard, procureur de la Couronne de Chandler. Selon le journaliste Jacques Hébert, tous seront complices des policiers dans le camouflage des preuves.

- août 1953 : Les capitaines Matte et Sirois trouvent chez la compagne de Coffin des articles incriminants et se rendent en Pennsylvanie pour les faire reconnaître par les parents des victimes. Ils enquêtent sur les deux Américains en jeep que Coffin jure avoir rencontrés. Ils trouvent effectivement deux chasseurs qui ont été en Gaspésie en jeep mais qui sont repartis le 5 juin. Matte les fera témoigner pour faire croire au jury que c’est bien la jeep que Coffin prétend avoir vue, même si leur jeep avait une cabine en toile.

- 27 août 1953 : Coffin révèle au sergent Doyon que la carabine empruntée de Jack Eagle début juin est à son camp, à 100 km du lieu des meurtres, mais Matte refuse de l’envoyer chercher avant le lendemain. Sachant qu’elle ne peut être l’arme du crime, il préfère la voir disparaître (selon Jacques Hébert).

	Coffin peut enfin rencontrer l’avocat Maher.
	Dans un entretien avec son père, Coffin dit que les policiers ne sont pas assez hommes pour le casser, ce qui sera interprété comme un aveu de culpabilité par la police. Il lui demande aussi de « protéger la montagne avec sa vie » car elle est riche en minerai.
	Enquête publique du coroner dans la salle paroissiale à Gaspé, présidée par le Dr Lionel Rioux, coroner. Les six jurés rendent un verdict de non culpabilité mais Me Dorion le refuse et les force à le changer. Le coroner aurait pu s’opposer et rejeter l’accusation.
- 28 août 1953 : Enquête préliminaire à Percé présidée par le juge Joseph Duguay : Coffin est tenu criminellement responsable des meurtres.

	Durant la nuit, Me Maher se fait conduire par Donald Coffin au camp de son frère, récupère la carabine de Jack Eagle et, de retour à Québec, la jette d’en haut du pont, croyant faire disparaître l’arme du crime. Matte aura ensuite beau jeu de faire croire que Coffin l’a cachée pour masquer sa culpabilité. Des années après, une pièce de la carabine a été retrouvée près d’un pilier du pont et dûment authentifiée.
- juin 1954 : Matte fait avouer à J-G Hamel, le secrétaire de Me Maher, l’affaire de la carabine à laquelle il a participé. Il compte s’en servir au procès, mais Hamel niera tout devant le juge.

- 12 juillet 1954 : Début du procès de Coffin devant le juge Gérard Lacroix de la Cour du Banc de la Reine (juridiction criminelle) à Percé.

Plusieurs irrégularités y sont commises et la défense aurait pu faire annuler le procès pour une seule des raisons suivantes :
1. Il y a six jurés anglophones et six francophones. Le procès étant en anglais, ces derniers suivent le procès par un système de traduction.
2. Au Palais de justice, la chambre du jury, où celui-ci doit se retirer au besoin, est dans une pièce attenante d’où l’on peut tout entendre de ce qui se dit dans la salle d’audience, ce qui fausse le procès et aurait dû justifier une annulation du procès.
3. La preuve concernant la carabine de Jack Eagle a été admise par ouï-dire.
4. La poursuite a contre-interrogé son propre témoin dans le cas de Marion Petrie.
5. Durant le procès, les jurés ont assisté à un film accompagnés de deux policiers qui ont plus tard témoigné pour l’accusation.
6. De multiples erreurs de faits ont été reprises dans les plaidoyers des avocats et dans l’adresse du juge au jury.
7. Un nommé Vincent Patterson, de Toronto, a payé à boire aux témoins, les a soudoyés et tenté d’influencer leur témoignage. Il devait témoigner car il était au camp de Bill Coffin lorsque son frère Donald aurait dit : « Si des Américains viennent sur nos claims, je vais les passer au fusil ! »  Il ne témoignera pas  car la poursuite ne s’est intéressée qu’aux pistes qui incriminaient Bill Coffin. Le seul témoin à se plaindre en cour des tentatives d’intimidation est William Baker qui lui a donné un coup de poing lorsqu’il s’est présenté à son bar, le Ash Inn.
8. La police a promis des réductions de peine à deux codétenus de Coffin à la prison de Québec, Réal Marleau et Gaston Morin, pour qu’ils affirment qu’il leur a fait des aveux. Morin a même été emmené à Percé mais refusa de témoigner.

	D’autre part, durant tout le procès, les témoins sont strictement contrôlés sur ce qu’ils peuvent dire ou non, ce qui fausse les faits.
	Les témoignages de personnes ayant vu la jeep à boîte jaune et ses occupants sont cachés par la police et par les procureurs.
	Les policiers Matte et Sirois invitent les avocats à leurs beuveries dans leur cabine de l’hôtel Bleu Blanc Rouge.
	La Couronne présente sa preuve pendant 15 journées complètes avec 88 témoins en tout. À un certain point, l'avocat Raymond Maher, qui revient en Cour après deux jours d’absence, déclare au juge pour s’excuser, qu’il a fait 2 500 km pour interroger plein de gens et avise la Cour qu’il aura une centaine de témoins à faire entendre. Quand vint le temps de présenter sa contre-preuve, l’avocat déclare qu’il n’en présentera aucune. Il ne permet même pas à Coffin de témoigner.
- 2 août 1954 : verdict de culpabilité après une demi-heure de délibérations. Parce que Coffin refusait de s’expliquer, les jurés ont conclu qu’il était coupable. Il est condamné à être pendu le 26 novembre ; il y aura sept sursis.

- 24 septembre 1954 : début du procès de J-G Hamel, le secrétaire de Me Maher, à la suite de son mensonge au procès au sujet de la carabine de Jack Eagle, au Palais de justice de Percé.

- 21 octobre 1954 : J-G Hamel, est condamné pour parjure à cinq ans de pénitencier qu’il purgera de 1956 à 1961 après le refus de la Cour d’appel et de la Cour suprême des requêtes en appel.

- 1954 : peu après le procès, Me Maher est nommé conseiller juridique à la Régie des loyers par Duplessis, sans doute par suite d’une radiation du Barreau.

- 1955 : le sergent Henri Doyon est rétrogradé et transféré à Québec. Il est remplacé par le sergent Jean-Charles VanHoutte. Ce fait a sans doute empêché des témoins de se manifester, car Doyon était apprécié des Gaspésiens.

- 19 juillet 1955 : rejet à l’unanimité de l’appel de Coffin à la Cour du Banc de la Reine (juridiction d’appel).

- 23 août 1955 : demande de permission d’en appeler du jugement à la Cour suprême par Me François Gravel et Me Arthur Maloney de Toronto.

- 1955 : Le juge Douglas Abbott, qui s’est récemment  reconnu incompétent en matière criminelle dans une entrevue, refuse à Coffin d’en appeler à la Cour suprême.

- 6 septembre 1955 : Coffin (qui devait être pendu le 23 courant) s’évade de la prison de Québec avec un révolver sculpté dans un pain de savon. Me Gravel étant en dehors de la ville, il se fait conduire chez son ancien avocat Maher qui le convainc de retourner en prison.

- 20 septembre 1955 : le témoin Wilson MacGregor, qui avait affirmé avoir vu dépasser le canon d’une carabine de l’arrière de la camionnette de Coffin, signe une rétractation assermentée de son témoignage.

- 9 octobre 1955 : maintenant détenu à la prison de Bordeaux (Montréal), Coffin raconte sa version des faits dans une déclaration assermentée.

- octobre 1955 : Me Maloney demande à la Cour suprême de renverser la décision du juge Abbott. Siégeant au complet sans ce dernier juge, elle déclare qu’elle n’a pas juridiction pour le faire.

- 14 octobre 1955 : le cabinet fédéral refuse d’ordonner un nouveau procès, mais demande un avis à la Cour suprême.

- 21 octobre 1955 : Duplessis proteste que l’affaire est du domaine provincial et que la décision du cabinet fédéral est une « usurpation de pouvoir ».

- 5 décembre 1955 : les avocats de Coffin plaident devant la Cour suprême, mais n’ont pas le droit de présenter de preuves nouvelles.

- 10 décembre 1955 : la Cour suprême rejette à cinq contre deux l’opposition de Duplessis.

- janvier 1956 : la Cour suprême refuse à Coffin un nouveau procès. Les avocats de Coffin font une autre demande au ministre de la Justice du Canada pour un autre procès. Une demande accessoire en cas de refus requiert la commutation de la peine en emprisonnement à vie.

- février 1956 : éditorial de Jacques Hébert dans le journal Vrai.

- 1956 ?? : on retire de la rivière Juniper, près de Bathurst (N-B), une jeep avec des plaques de la Pennsylvanie correspondant à la description de Coffin.

- 9 février 1956 : Le ministre de la Justice du Canada, Stuart Garson, refuse à Coffin un nouveau procès et une commutation de sentence.

	Duplessis refuse d’autoriser Coffin à épouser sa compagne Marion Petrie pour régulariser sa situation avant de mourir.
- 10 février 1956 : Pendaison de Coffin, 40 ans, à 00 h 01, à la prison de Bordeaux (Montréal). La veille, il avait laissé à l’aumônier un message pour le capitaine Matte : « Dites-lui qu’il n’a jamais réussi à effacer le sourire de mes lèvres. »  Par orgueil, il a souri jusqu’à la fin. Une foule de 500 personnes attendra son corps à la gare ferroviaire de Gaspé. Après d'imposantes funérailles, il sera enterré dans le cimetière de l'église anglicane St. Andrew's de York Centre.

- février 1956 : Me Gravel, qui a repris la cause de Coffin, déclare garder le dossier ouvert afin de réhabiliter la mémoire de son client et il contribue à la création du Comité de réhabilitation de Wilbert Coffin.

- mars 1956 : mort subite à 42 ans de William Baker, ami et associé de Coffin, témoin important dans le procès. Le rapport officiel parle d’un arrêt cardiaque mais Me Gravel demande une autopsie que lui refuse le procureur général. Des rumeurs parlent de suicide, d’autres d’un empoisonnement par la police parce qu’il en savait trop.

- 27 mars 1956 : Me Gravel, au nom du Comité de réhabilitation, demande aux autorités provinciales de conserver les pièces à conviction.
- 29 mars 1956 : Duplessis condamne le Comité de réhabilitation.

- 3 avril 1956 : le Court of last resort, un organisme américain, est saisie de l’affaire Coffin. Le lendemain, les pièces à conviction disparaissent définitivement.

- 1956 ?? : publication du livre The Coffin Murder Case par John E Belliveau du Toronto Daily Star.

- 1956-57 : multiples articles sur l’affaire dans le journal Vrai et le Toronto Daily Star.

- 1957 : Noranda achète à gros prix des concessions dans les alentours de celles de Coffin. Jack Eagle refuse une somme considérable pour les siennes, voisines de celles de Coffin.

- avril 1958 : publication du livre Coffin était innocent de Jacques Hébert.

- 28 novembre 1958 : Francis Gilbert Thompson, 35 ans, Mohawk de Saint-Régis, est arrêté à Miami pour le vol d’un yacht ; il avoue être coupable des trois meurtres, avec son complice Johnny Green. Il donne des précisions sur les meurtres que personne ne pouvait connaître. Me Charles-Édouard Cantin, assistant du procureur général, et le colonel Lambert, directeur de la Police provinciale, parlent d’une blague avant même de connaître les faits et refusent presque toute collaboration à la police de Miami.

- 2 décembre 1958 : Thompson nie tout ; il aurait reçu la visite d’un important organisateur de l’Union nationale, le notaire Moreau, organisateur du député Noël Dorion pour les élections fédérales de 1958. Le notaire devient ensuite fort riche et influent.

- 11 mars 1960 : dernière pendaison au Québec, à la prison de Bordeaux (Montréal).

- 20 juin 1960 : le Parti libéral de Jean Lesage est élu à Québec.

- août 1961 : Après 24 ans de service dans la Police provinciale, à cause de son rôle dans l’affaire Coffin, Henri Doyon est démis de ses fonctions par l’ex-capitaine Matte promu inspecteur général de la police par le gouvernement Lesage.

- septembre 1961 : Me Maher se présente à la chefferie de l’Union nationale et est battu par Daniel Johnson.

- septembre 1962 : émission d’une heure (Close-up) du réseau anglais de Radio-Canada sur l’affaire. Le lendemain, Me Maher téléphone de manière anonyme et profère des menaces contre Lewis Synnett, le policier qui assistait le sergent Doyon et qui a participé à l’émission.

- décembre 1963 : publication du livre J’accuse les assassins de Coffin de Jacques Hébert. Le cabinet Lesage commande à la Police provinciale un rapport sur l’affaire. Les policiers Matte et Van Houtte remettent une « brique » en un temps record.

- 8 janvier 1964 : arrêté en conseil instituant la Commission d’enquête Brossard du nom de son président, le juge Roger Brossard.

- 27 ??? 1964 : début de l’enquête Brossard avec le futur juge Jules Deschênes comme procureur.

- 1964 : nomination des enquêteurs de Brossard : À Matte et J-C Van Houtte.

- 2 mars au 3 juillet 1964 : audiences de la Commission Brossard (16 041 p. de notes). Francis Thompson y témoigne qu’il était désespéré lors de sa fausse déclaration parce qu’il s’attendait à une lourde peine aux USA. Il a réussi son coup car la justice américaine l’a expulsé au Canada en février 1959. En 1961, il a rencontré Dieu lors d’un séjour à l’hôpital psychiatrique de Calgary.

- 27 novembre 1964 : dépôt du rapport Brossard (693 p.) qui rabroue Jacques Hébert en tant que membre de la « maffia intellectuelle » et réclame des procédures contre lui.

- 23 février 1965 : arrestation de Jacques Hébert qui est condamné à 30 jours de prison (il en fait trois) et 3 000 $ d’amende pour outrage au tribunal. Il est acquitté en janvier 1966.

- 1976 : abolition de la peine de mort au Canada, en grande partie à cause de l’affaire Coffin.

- 1979 : publication du livre L’Échafaud : J’ai vu les dernières pendaisons à la prison de Bordeaux (Montréal) par Roger Duguay, gardien de Coffin à Bordeaux (Montréal). Il affirme que Coffin prétendait savoir comment sont morts les chasseurs américains et qui les a tués.

- 1980 : film long métrage de Jean-Claude Labrecque : L’Affaire Coffin.

- 1980 : publication de L’Affaire Coffin de Jacques Hébert, qui reprend et commente son livre précédent.

- 1983 : publication du livre The Scales of Justice par George Jonas, un résumé de sept procès dont l’affaire Coffin présentés à CBC radio à l’automne 1982.

- 1988 : Conrad Briand, un ancien résident de Douglastown, près de Gaspé, qui vit à Toronto depuis 1952, confesse les meurtres à la police de Toronto sous l’effet d’une lourde intoxication. Après enquête, il s’avère que Briand était à Toronto au moment des meurtres.

- 1995 : télé-série de Johanne Prégent, Les Grands Procès : l’Affaire Coffin.

- 1996 : Alton Price, un retraité de Richmond, publie à compte d’auteur son livre To Build a Noose (traduit en français sous le titre Tromper le jury) dans lequel il prétend connaître l’assassin, un homme de la région (qui mourra en 1998). Son fils, qui avait 9 ans à l’époque, aurait été témoin des meurtres.

- printemps 2004 : Alton Price et Cynthia Patterson, enseignante de Percé, lancent une pétition pour demander au ministère fédéral de la Justice de réviser l’affaire.

- 2 août 2004 : long article dans Le Soleil pour le 50e anniversaire de la condamnation de Coffin.

- février 2006 : nouveaux articles dans Le Soleil pour le 50e anniversaire de la pendaison de Coffin. Le docteur Lionel Rioux, le coroner originel dans l'affaire, âgé de 89 ans, croit que Coffin a été témoin des meurtres mais que c'est son ami Bill Baker qui en est l'auteur et que c'est pour cette raison qu'il s'est suicidé 17 jours après la pendaison de Coffin. Cette théorie est rejetée par la sœur de Coffin.

- 11 octobre 2006 : après des interventions de Raynald Blais, député (BQ) de Gaspésie - Îles-de-la-Madeleine, le gouvernement fédéral annonce la réouverture du dossier. Un comité de révision des condamnations criminelles va examiner l'affaire pour voir si Coffin a été victime d'une erreur judiciaire.

- Novembre 2006 : le nom de Philippe Cabot, décédé en 1998, ressort comme possible meurtrier des trois Américains. Des membres de sa famille reconnaissent le fait.

- Octobre 2007 : nouvelle publication sur l'affaire, L'Affaire Coffin : une supercherie par Clément Fortin, juriste, qui remet en question la véracité des propos de Hébert et Belliveau comme l'honnêteté de leur démarche, et suggère que la culpabilité de Coffin est crédible.

## Publications
- 1958 : Coffin était innocent, Jacques Hébert, Éditions de l'Homme.
- 1963 : J’accuse les assassins de Coffin, Jacques Hébert, Éditions du jour.
- 1979 : L'Échafaud : J'ai vu les dernières pendaisons à la prison de Bordeaux (Montréal), Roger Duguay, Les Éditions Quebecor (écrit par un gardien de prison ; trois chapitres racontent les derniers jours de Coffin).
- 1980 : J’accuse les assassins de Coffin, Jacques Hébert, Éditions du jour.
- 1980 : Coffin ou Quand la justice triomphe..., Félix de la Liberté, Éditions de la Marée Montante (Théâtre en 5 actes)
- 1983 : The Scales of Justice, George Jonas, CBC Enterprises, (dramatisations radio de sept procès dont l’affaire Coffin présentés à CBC Radio à l’automne 1982).
- 1996 : To Build a Noose, Alton Price, à compte d’auteur (traduit en français en 1998 sous le titre Tromper le jury).
- 2007 : L'Affaire Coffin, une supercherie ?, Clément Fortin, Éditions Wilson et Lafleur, 354p.

## Filmographie
- 1980 : L'Affaire Coffin de Jean-Claude Labrecque.